# Cantone di Les Forêts de Gascogne
Il Cantone di Les Forêts de Gascogne è una divisione amministrativa dell'Arrondissement di Marmande e dell'Arrondissement di Nérac.
È stato costituito a seguito della riforma approvata con decreto del 26 febbraio 2014, che ha avuto attuazione dopo le elezioni dipartimentali del 2015.

## Composizione
Comprende i 32 comuni di:
- Allons
- Antagnac
- Anzex
- Argenton
- Beauziac
- Bouglon
- Boussès
- Calonges
- Casteljaloux
- Caubeyres
- Durance
- Fargues-sur-Ourbise
- Grézet-Cavagnan
- Guérin
- Houeillès
- Labastide-Castel-Amouroux
- Lagruère
- Leyritz-Moncassin
- Le Mas-d'Agenais
- Pindères
- Pompogne
- Poussignac
- La Réunion
- Romestaing
- Ruffiac
- Saint-Martin-Curton
- Sainte-Gemme-Martaillac
- Sainte-Marthe
- Sauméjan
- Sénestis
- Villefranche-du-Queyran
- Villeton